# Jornal São Paulo
O Jornal São Paulo foi um telejornal brasileiro do Canal 21. Foi apresentado, na primeira fase, por Marco Antônio Sabino, e, na última fase, por Celso Zucatelli. Sua estreia aconteceu no mesmo dia da inauguração da emissora, 21 de outubro de 1996. A última transmissão foi em 15 de outubro de 2001; nesse dia, o Canal 21 tornou-se uma emissora de rede nacional. No começo o jornal foi ao ar de segunda a sexta-feira, e algum tempo depois avançou até o sábado, sempre no horário das 18h00.

## Apresentadores
- Marco Antônio Sabino (1996)
- Celso Zucatelli (1998-2001)

## Ligações Externas
- Memória - Jornal São Paulo
- Site da Rede 21